# Bombus zonatus
Bombus zonatus (saknar svenskt namn) är en insekt i överfamiljen bin (Apoidea) och släktet humlor (Bombus) som finns i sydöstra Europa och Västasien.

## Beskrivning
Huvudet är svart, ibland med en del gula hår, mellankroppen är gulpälsad med ett svart band mellan vingfästena, som ibland kan täcka hela bakre delen av mellankroppen. Bakkroppens färg varierar; från att vara nästan helt gul med endast de två sista tergiterna svarta, till att både den första och de tre sista tergiterna är svarta.

## Ekologi
Bombus zonatus förekommer på torra gräsmarker och stäpper, skogbevuxna eller ej, gärna nära vatten, och på höjder mellan 150 och 2 000 m.
Arten är polylektisk, den besöker blommande växter från ett flertal familjer. De vanligaste är korgblommiga växter (främst piggtistlar), men även andra korgblommiga växter (som klintsläktet), strävbladiga växter (oxtungor och snokörter), kransblommiga växter (syskor och salviasläktet) samt ärtväxter (puktörnen).

## Utbredning
Bombus zonatus är vanlig från Grekland över Nordmakedonien, Bulgarien och Turkiet till Armenien. Smärre populationer finns i Albanien, Rumänien, södra Ryssland, Krim, Kaukasien, Georgien, Azerbajdzjan och nordvästra Iran. Nordgränsen går nära Volgograd i Ryssland.

## Underarter
Arten har två underarter: Bombus zonatus apicalis, som finns i den östligaste delen av utbredningsområdet, Anatolien, Kaukasien och Iran, samt Bombus zonatus zonatus, som finns i den resterande delen av utbredningsområdet.

## Bevarandestatus
Populationen minskar, och Internationella naturvårdsunionen (IUCN) har därför rödlistat arten som starkt hotad (EN). Främsta skälet är den globala uppvärmningen, speciellt återkommande värmeböljor. Habitatförlust till följd av den fortskridande uppodligen är ett annat hot.